# Thérapie brève
 (septembre 2021).
 (septembre 2021).
- Si vous ne connaissez pas le sujet, laissez ce bandeau (vous pouvez alors contacter les auteurs).
- Si vous supprimez le contenu mis en cause (vous pouvez préalablement contacter les auteurs),

argumentez précisément cette suppression dans la page de discussion
(un manque de référence n'est pas un argument ; une recherche réelle de référence doit avoir été effectuée, être formellement documentée).
Une thérapie brève est une approche souvent psychologique d'un client ou d'un patient afin d'obtenir des résultats sur une très courte période, quelquefois en une ou deux séances (par exemple dans certains cas d'hypnothérapie). L'École de Palo Alto recommande une dizaine de séances pour une problématique donnée.
Il existe plusieurs sortes de psychothérapies brèves qui se référent à plusieurs modèles théoriques (psychanalytique : Balint ; Malan ; Sifneos, Gilliéron, etc. ; systémique ; behavioriste, etc). Le modèle psychanalytique a encore développé des traitements brefs pour des enfants (Winnicott, Filippo Muratori & Francisco Palacio Espasa, etc.). Une de ses formes est née aux États-Unis dans la mouvance systémique après la Seconde Guerre mondiale, inspirée principalement par les travaux du psychiatre et psychothérapeute Milton Erickson, il s'agit de l'hypnose ericksonienne. La thérapie brève systémique et stratégique a développé une autre forme de thérapie systémique brève, la programmation neuro-linguistique, la thérapie brève centrée sur la solution (Steve de Shazer) et l'EMDR sont inspirées par la mouvance "humaniste".
Dans la formation en thérapie brève systémique, plus qu’une technique de communication efficace, elle se présente comme une possibilité d’effectuer un changement. En thérapie ou en communication, le thérapeute pousse plus loin les patients afin de réaliser les changements intérieurs attendus. Ce sont ces principes qui sont à la base des formations en France.

## Psychothérapies brèves psychanalytiques
Par psychothérapie brève psychanalytique, on entend la psychothérapie d'inspiration psychanalytique qui se limite à la difficulté apportée et décidée par le patient. Le patient se retrouve en souffrance à cause d'un élément extérieur qui vient raviver un conflit intérieur ancien (deuil, divorce, choix de carrière, éducation d'un enfant...) et l'empêche de faire ses propres choix. Il sollicite alors un professionnel utilisant la méthode psychanalytique pour résoudre ce problème et uniquement celui-ci. Il n'est pas en demande d'analyse de sa personnalité ou de ses fonctionnements psychiques. 
La durée de ces psychothérapies est très variable, pouvant aller de quelques séances à une année en fonction du conflit à résoudre sur le point précis.

## Thérapies familiales et/ou systémiques

### Thérapie brève systémique et stratégique
En 1959 le psychiatre Donald D. Jackson crée le Mental Research Institute (MRI) de Palo Alto avec Virginia Satir et Jules Riskin. Ils sont rejoints en 1961 par Paul Watzlawick et en 1962 par John Weakland, Jay Haley et Richard Fisch.
Pour Watzlawick, « nous faisons nous-mêmes notre malheur », en nous efforçant de reproduire des solutions qui se sont avérées efficaces par le passé alors que notre contexte de vie s'est modifié. Le travail du thérapeute consiste à amener ses patients à renoncer à leurs « tentatives de solution » infructueuses. Il peut y parvenir en modifiant leur perception du problème (recadrages) ou par le biais d'expériences nouvelles souvent induites par des recommandations du thérapeute (injonctions comportementales ou tâches thérapeutiques). Cette approche psycho-relationnelle thérapeutique s'est également développée dans les domaines du travail social et de la résolution de problèmes au sein des entreprises et des organisations.
Les principaux successeurs de l'équipe de Palo Alto sont le Centre de thérapie stratégique d'Arezzo, dirigé par Giorgio Nardone et l'Institut Gregory Bateson de Liège, dirigé par Jean-Jacques Wittezaele, tous deux fondés en 1987.
Dans les années 90, l'HTSMA  (Hypnose, Thérapies Stratégiques, Mouvements Alternatifs), fait son apparition. L’HTSMA a été conceptualisé, par le Docteur Éric Bardot, psychiatre, pédopsychiatre, psychothérapeute, à partir de son intérêt pour l’attachement désorganisé chez l’enfant et le monde psychotraumatique. L’HTSMA se définit comme une approche thérapeutique pragmatique et naturaliste prenant en compte la complexité des relations humaines. Elle part de l’idée que seuls les liens peuvent se modifier. Il s’agit dans un premier temps de transformer la déclinaison des problématiques sur un mode identitaire et intrapsychique en une mise en scène de la problématique sur un mode relationnel et interactionnel. L'idée est d’accéder aux processus relationnels afin de les modifier dans un travail de coopération patient/thérapeute orienté vers les objectifs de vie du patient.
Dans les années 2000, on assiste à l'émergence de nouveaux instituts proposant des formations à l'approche systémique et stratégique en Europe francophone: École du paradoxe (2003), Circé (2008),Institut Miméthys (2009), Virages (2012), Le centre de consultations et de formation Chagrin scolaire (2008) fondé par Emmanuelle Piquet. L’association Paradoxes, fondée à Paris en 2001, est une plateforme d’échanges pour les professionnels utilisant l’approche de Palo Alto dans différents champs.

## Thérapies «humanistes»

### Hypnose ericksonienne
Milton Erickson, né le 5 décembre 1901 à Aurum (Nevada) et mort le 25 mars 1980 à Phoenix (Arizona), est un psychiatre et psychologue américain qui a joué un rôle important dans le renouvellement de l'hypnose clinique et a consacré de nombreux travaux à l'hypnose thérapeutique. Son approche innovante en psychothérapie repose sur la conviction que le patient possède en lui les ressources pour répondre de manière appropriée aux situations qu'il rencontre : il s'agit par conséquent d'utiliser ses compétences et ses possibilités d'adaptation personnelles. Atteint de poliomyélite à l'âge de dix-sept ans, Erickson a été une figure emblématique du « guérisseur blessé », expérimentant sur lui-même, lors de sa rééducation, certains phénomènes qu'il met ensuite en application dans l'hypnose thérapeutique. Il est considéré comme le père des thérapies brèves.

### Programmation neuro-linguistique
Gregory Bateson présente en 1974, Richard Bandler et John Grinder (les fondateurs de la programmation neuro-linguistique - PNL) à Milton Erickson, qu'ils vont modéliser. Ils publient ensuite Patterns of Hypnotic Techniques of Milton H. Erickson - tome 1 et 2. Ils modélisent également la démarche de thérapie de couple de Virginia Satir (école de Palo Alto) avec laquelle ils publient Changing With Families. Dès 1976, ils font des démonstrations publiques, par exemple, du modèle de résolution des phobies (double-dissociation) en dix minutes.

### Thérapie brève centrée sur la solution
Le Brief Family Therapy Center de Milwaukee, fondé en 1978 par Steve de Shazer et Insoo Kim Berg pose les bases de la thérapie brève centrée sur la solution.

### Thérapie provocatrice
Présentée par Frank Farrelly, elle propose que le thérapeute exprime avec humour, provocation ce que tout le monde pense du client.[réf. nécessaire]

### EMDR
Francine Shapiro crée l'EMDR à partir de 1987[réf. souhaitée].Cette technique est considérée efficace par l'INSERM dans le traitement des troubles post-traumatiques.[réf. souhaitée]
D'autres techniques dérivées de l'EMDR ont vu le jour, certaines plus efficaces et plus rapides( l'IMO, la DMO, la DMOKA, l'AMO ).[réf. nécessaire]

### Hypnose, thérapies stratégiques et mouvements alternatifs
- Si vous ne connaissez pas le sujet, laissez ce bandeau (vous pouvez alors contacter les auteurs).
- Si vous supprimez le contenu mis en cause (vous pouvez préalablement contacter les auteurs),

argumentez précisément cette suppression dans la page de discussion
(un manque de référence n'est pas un argument ; une recherche réelle de référence doit avoir été effectuée, être formellement documentée).
Son idée est la suivante : comment la relation humaine, dans la diversité de ses potentialités, peut-elle être mobilisée au service de la thérapie, afin d’aider le patient à se séparer des effets destructeurs d'un monde traumatique ? 
L’approche intrapsychique des problématiques humaines, pour stimulante qu’elle puisse être intellectuellement, montre une efficience relative dans ce type de problématique qui peut prendre toutes les formes de la pathologie mentale et psychosomatique. De son expérience de pédopsychiatre, il a retiré trois points importants qui l’amènent, dans une approche humaniste et phénoménologique, à l’hypnose éricksonienne :
- l’importance de l’observation,
- la place centrale du corps dans le développement de l’enfant tant psychomoteur qu’affectif et cognitif,
- l’importance du jeu, du « comme si », de la capacité à jouer (effets d’apprentissage, de lâcher prise..).
Les influences de Jacob Levy Moreno d’une part, de John Bowlby et de Daniel Stern de l’autre, le préparent à s’engager dans une approche relationnelle et interactionnelle des problématiques humaines.
À partir de sa formation en hypnose et, animé par cette idée, il découvre l’œuvre de Grégory Bateson, le travail de l’école de Palo Alto, puis l’approche de Steve de Shazer orientée solution, l’EMDR de Francine Shapiro, l’approche narrative de Mickael White qui vont influencer la modélisation de l’HTSMA.
La question du sens, et particulièrement du sens de la vie, comme l’exprimerait Victor Frankl, a également été présente, questionnant le rapport à la mort, à la folie, à l’exclusion et au-delà, à la question centrale de la transmission. L’HTSMA se définit comme une approche thérapeutique pragmatique et naturaliste prenant en compte la complexité des relations humaines. Elle part de l’idée que seuls les liens peuvent se modifier. Il s’agit dans un premier temps de transformer la déclinaison des problématiques sur un mode identitaire et intrapsychique en une mise en scène de la problématique sur un mode relationnel et interactionnel. 
L'idée est d’accéder aux processus relationnels afin de les modifier dans un travail de coopération patient/thérapeute orienté vers les objectifs de vie du patient.

## Modèles intégratifs
On note l'émergence de travaux sur une approche intégrative au sens large, comprenant un questionnement sur les facteurs communs, une approche d'intégration théorique, d'éclectisme technique ou d'intégration assimilative.